# Benjamin Steffen
Benjamin Steffen (ur. 8 marca 1982 w Bazylei) – szwajcarski szpadzista, wielokrotny medalista mistrzostw świata.
W 1998 roku zdobył brąz drużynowo na mistrzostwach świata juniorów w Valencii.
Podczas mistrzostw świata w Katanii w 2011 roku Szwajcarzy w składzie: Fabian Kauter, Max Heinzer, Benjamin Steffen i Florian Staub zdobyli brązowy medal w zawodach drużynowych. W tej samej konkurencji zdobywał następnie złoto na mistrzostwach świata w Wuxi (2018), srebro na mistrzostwach świata w Lipsku (2017) oraz brąz na mistrzostwach świata w Kazaniu (2014), mistrzostwach świata w Moskwie (2015) i mistrzostwach świata w Budapeszcie (2019).
Wystartował na igrzyskach olimpijskich w Rio de Janeiro w 2016 roku, zajmując czwarte miejsce indywidualnie. Walkę o brązowy medal przegrał z Francuzem Gauthierem Grumierem 11:15. W turnieju drużynowym był tam szósty. Brał też udział w igrzyskach olimpijskich w Tokio w 2020 roku, gdzie drużynowo był ósmy, a indywidualnie zajął 29. miejsce.
Zdobył złoty medal w turnieju drużynowym na mistrzostwach Europy w Kopenhadze (2004). Drużynowo wywalczył następnie złote medale na mistrzostwach Europy w Legnano (2012), mistrzostwach Europy w Zagrzebiu (2013) i mistrzostwach Europy w Strasburgu (2014), srebrny na mistrzostwach Europy w Płowdiwie (2009) i brązowy na mistrzostwach Europy w Montreux (2015). 